# Axiomatikus halmazelmélet
Az axiomatikus halmazelmélet a matematika halmazelmélet nevű résztudományának axiomatikus-deduktív módon történő kifejtése. Megkülönböztetjük korai elődjétől az „intuitív” vagy naiv halmazelmélettől, mely Cantor nevéhez fűződik és mely a keletkezésének idején még nem ismert logikai problémák fellépése miatt ellentmondásosnak bizonyult.
Minden axiomatikus halmazelmélet feltételez egy formális nyelvet, melyek kifejezéseivel írjuk le az elmélet (ti. az adott halmazelmélet) kijelentéseit. Egy matematikai elmélet formalizálhatósága (majd axiomatizálhatósága) azért fontos, hogy magát az elméletet és a benne megfogalmazott kijelentéseket szintén matematikai vizsgálatok (matematikai logikai vizsgálatok) tárgyává tehessük. Ezek a vizsgálatok döntik el például azt, hogy az elmélet ellentmondásmentes-e, negációteljes-e, illetve axiómái függetlenek-e egymástól. Ettől függetlenül az elterjedtebb formális-axiomatikus elméletek lényegében ugyanazokat a kijelentéseket szándékoznak formalizálni, így tulajdonképpen beszélhetünk egy egységes „nyelvfüggetlen” axiomatikus halmazelméletről. Azok a lényeges különbségek amiben az egyes formalizációk eltérnek, az „informális” elméletben is megjelennek, azaz, hogy mik az axiómák. Másrészt a mindennapi matematikai gyakorlat is ezt az „informális” halmazelméletet használja, leszámítva a kifejezetten formális nyelvi vizsgálatokat végző matematikai logikát.

## Alapfogalmak

### Az∈szimbólum
Tulajdonképpen több formális-axiomatikus halmazelmélet létezik, melyek nagyrészt elsőrendű nyelven kifejtett formális logikai rendszerek. Közös jellemzőjük, hogy mindegyik tartalmazza a
'… eleme …-nak'
(formálisan 'x ∈ y') kétváltozós relációt (vagy másként kétbemenetű predikátumot) és az erre vonatkozó jellegzetes halmazelméleti axiómákat.

### Halmaz
Egyes elméletekben az ' ∈ ' reláción kívül szerepel a
'… halmaz'
predikátum mint alapfogalom, vagy mint valamilyen módon definiált tulajdonság.

### { | } objektumok
Minden halmazelméletben központi jelentőségűek az { x | P(x) } alakú kifejezések (itt P(x) predikátumot jelöl) melyeknek szándékolt jelentése: "azon x-ek összessége, melyekre P(x) teljesül". Az elsőrendű nyelvekre épülő halmazelméletekben azonban csak látszólagosan szerepel az elmélet nyelvében. Valójában ezeket az kifejezéseket a formális nyelvben az ' ∈ ' jel mindkét oldaláról ki lehet (és ki is szokás) küszöbölni, például:
{\displaystyle a\in \{x\mid P(x)\}\Longleftrightarrow P(a)}

## Ontológiai osztályozás
A halmazelméletnek számos variánsát dolgozták ki. Érdemes őket olyan szempontból tekinteni, hogy formális nyelvük milyen entitások létezését feltételezi tárgyalási univerzumukban.
- Zermelo-Fraenkel halmazelmélet(ZF) ez a halmazelmélet leggyakrabban alkalmazott axiomatizált elmélete. A ZFC elméletet (azaz a kiválasztási axiómával bővített ZF elméletet) sztenderd halmazelméletnek is nevezik. Ontológiájában kizárólag halmazok szerepelnek, azaz nem kell külön bevezetni a '… halmaz' predikátumot, mert minden változója automatikusan halmazváltozónak minősül. ZF lényegében csak halmazokról tud állítást tenni. Egy további tagja ennek az ontológiai osztálynak a Kripke-Platek halmazelmélet (KP).
- Neumann–Bernays–Gödel-halmazelmélet (NBG) ebben a halmazelméletben definiálnak egy {\displaystyle \,Set(x)\,} predikátumot, a következőképpen:

{\displaystyle Set(x)\iff (\exists y)(x\in y)}
ez játssza a '… halmaz' predikátum szerepét. Ennek megfelelően léteznek olyan elemek a tárgyalási univerzumban, melyek nem halmazok. Ezek a valódi osztályok. Ezek segítségével jól láthatóvá válnak azok a jelenségek, melyek a naiv halmazelmélet ellentmondásosságához vezettek. NBG ontológiája tehát némiképp gazdagabb mint ZF-é, mert többféle dologról képes állítást tenni. Mindazonáltal meg kell jegyeznünk, hogy NBG bővebb volta csak látszólagos, valójában a két elmélet ekvikonzisztens.
- Bourbaki halmazelmélet – A Bourbaki halmazelmélet érdekessége, hogy nem a hagyományos elsőrendű nyelvre alapul, hanem egy kétdimenziós, grafikus elemeket is tartalmazó formális rendszerre (mely azonban lényegében megfelel egy elsőrendű nyelvnek). További furcsaság, hogy a nyelvében a Hilbert-féle epszilon szimbólum segítségével megfogalmazhatók határozatlan deskripciók, melyek révén bármilyen tulajdonságú dolognak lehet képezni a nevét. A Bourbaki halmazelmélet ontológiája tehát annyiban összetettebb, amennyiben a deskripciók elméletének problémái megjelennek benne.
- Atomos Kripke-Platek halmazelmélet (KPU) illetve Ruzsa-féle halmazelmélet – Ezekben a halmazelméletekben az osztályokon kívül olyan entitások is megjelennek, melyek halmaznak lehetnek ugyan elemei, de maguk nem halmazok. Az ilyen objektumokat individuumnak, atomoknak, őselemeknek vagy ősobjektumoknak nevezzük (idegen szóval atoms vagy urelements). Létük a logikai szemantika szempontjából fontos.

A többi halmazelmélet lényegében ezeknek a rendszereknek (főleg a ZFC-nek) bővítésével, vagy valamely axiómájuk módosításával jönnek létre.

## A halmazelmélet axiómái
Felsoroljuk a sztenderd halmazelmélet (azaz a ZFC rendszer) axiómáit, ugyanis a többi halmazelmélet axiómarendszerét ezzel érdemes összevetni.

### S0A létezés axiómája
Létezik halmaz.
Ez az axióma lényegében szükségtelen, például azért, mert később a végtelenségi axióma deklarálja egy halmaz létezését. Gyakran úgy is fogalmaznak, hogy létezik az üres halmaz.

### S1Meghatározottsági axiómavagy az extenzionalitás axiómája
Ha két halmaznak ugyanazok az elemei, akkor a két halmaz egyenlő.

### S2Páraxióma
Ha A és B halmaz, akkor létezik az a halmaz, melynek A és B az elemei és nincs más eleme  (jelben: {A,B}).

### S3Unió axióma
Minden halmazrendszernek van unióhalmaza.

### S4Hatványhalmaz axióma
Minden halmaznak létezik hatványhalmaza.

### S5Részhalmaz axiómavagy elkülönítési axióma
Ha T valamilyen (a halmazelmélet terminusaival megfogalmazható) tulajdonság és A halmaz, akkor létezik az a halmaz, mely pontosan az A halmaz T tulajdonságú elemeiből áll
(jelben: {x ∈ A | T(x) }).
Lényegében ez egy axiómaséma.

### S6Végtelenségi axióma
Létezik monoton halmaz.
Monoton halmazon itt olyan M halmazrendszert kell érteni, melyre teljesül, hogy:
- {\displaystyle \emptyset \in {\mathcal {M}}} és
- {\displaystyle {\mathcal {M}}\,} minden {\displaystyle H\,} elemével együtt a {\displaystyle H\cup \{H\}} halmaz is eleme {\displaystyle {\mathcal {M}}}-nek.

itt ∪ az unió jele.

### S7 (C)Kiválasztási axióma
Nemüres halmazok nemüres rendszerének Descartes-szorzata nem üres.
Azaz ha H olyan halmazrendszer, mely nem üres és egyik tagja sem üres, akkor létezik olyan (halmazelméleti) függvény, mely H-n értelmezett és H minden egyes X tagjához egy X-beli elemet rendel.

### S8A pótlás axiómájavagy a helyettesítés axiómája
Ha P(x,y) kétváltozós predikátum mely a halmazelmélet terminusaival megfogalmazható és egyértelmű az y változójában, továbbá H halmaz, akkor { y | 'x ∈ H és P(x,y)' } halmaz.
Azaz, legyen P függvényszerű abban az értelemben, hogy minden egyes x-hez egyetlen y létezik, mellyel P(x,y) fennáll, ekkor tekinthetjük azt a (nem halmazelméleti!)  'f(x)=y'  függvényt, mely minden x-hez azt az egyetlen y-t rendeli, melyre P(x,y) teljesül. A pótlás axiómája azt mondja, hogy ekkor minden H halmaz f általi f(H) képe szintén halmaz.

### S9A regularitás axiómájavagy a fundáltság axiómája
Egy nemüres halmaznak mindig van olyan eleme, mellyel már nincs közös része.
Megjegyezzük, hogy ennek az axiómának következménye, hogy minden H halmaz esetén cáfolható az H ∈ H kijelentés, azaz minden H halmaz esetén H nem lehet eleme H-nak. Érdekesség, hogy ha nem tennénk fel ezt az axiómát, akkor létezhetne végtelen leszálló lánc az ∈ relációra vonatkozóan, például:
… ∈ H ∈ H ∈ H ∈ …